# 饭桶博士
路德维格．馮．德雷克（Ludwig Von Drake），又稱飯桶博士，是迪士尼的一個卡通形象。飯桶博士是喜歡發明的科學家，也是米老鼠學校裡的一位教授，喜歡研究，但經常笨手笨腳；最早在1962年《奇妙彩色世界》節目的一段卡通中登場。主要出場作品包括《飯桶博士聰明之家》、《米老鼠群星會》等。